# Iran Pro League 2014-15
Irán Pro League 2014-2015 fue la edición 44 de la máxima categoría del fútbol iraní, y la XIV del campeonato de la Primera División de Irán, desde su establecimiento en el 2001. La temporada 2014-15 dio inicio el jueves 31 de julio, con 16 clubes.
Foolad FC es el campeón defensor, habiendo obtenido su segunda corona.

## Equipos
La temporada contó con 13 equipos de la Iran Pro League 2013-14, y tres nuevos equipos promovidos desde el Azadegan League 2013-14: Padideh Shandiz FC como campeones del Grupo A y Naft Masjed Soleyman FC como campeones del Grupo B, y el Paykan FC como ganador de la eliminatoria. La liga comenzó el 1 de agosto de 2014 y terminó el 15 de mayo de 2015. Sepahan FC ganó el campeonato, por quinta vez en su historia.

### Datos generales
| Equipo               | Ciudad          | Sede             | Aforo  | Entrenador           |
| -------------------- | --------------- | ---------------- | ------ | -------------------- |
| Esteghlal            | Teherán         | Azadi            | 84.412 | Amir Hossein Sadeghi |
| Esteghlal Khuzestan  | Ahvaz           | Takhti Ahvaz     | 30,000 | Abdollah Veisi       |
| Foolad               | Ahvaz           | Ghadir           | 50.199 | Dragan Skočić        |
| Gostaresh            | Tabriz          | Bonyan Dizel     | 12,000 | Faraz Kamalvand      |
| Malavan              | Anzali          | Takhti Anzali    | 8,000  | Firouz Karimi        |
| Naft Masjed Soleyman | Masjed Soleyman | Behnam Mohammadi | 8,000  | Behrouz Makvandi     |
| Naft Tehran          | Teherán         | Takhti           | 30,122 | Alireza Mansourian   |
| Padideh              | Mashhad         | Samen            | 35.000 | Alireza Marzban      |
| Paykan               | Qods            | Paykanshahr      | 25.568 | Samad Marfavi        |
| Persepolis           | Teherán         | Azadi            | 84.412 | Hamid Derakhshan     |
| Rah Ahan             | Teherán         | Rah Ahan         | 12.250 | Farhad Kazemi        |
| Saba Qom             | Qom             | Yadegar Emam     | 10.610 | Mehdi Tartar         |
| Saipa                | Karaj           | Enghelab Karaj   | 30.000 | Majid Jalali         |
| Sepahan              | Esfahan         | Foolad Shahr     | 12.000 | Hossein Faraki       |
| Tractor Sazi         | Tabriz          | Sahand           | 66.833 | Toni Oliveira        |
| Zob Ahan             | Esfahan         | Foolad Shahr     | 12.000 | Yahya Golmohammadi   |

### Número de equipo por regiones
|   | Provincia           | Cantidad | Equipo                                               |
| - | ------------------- | -------- | ---------------------------------------------------- |
| 1 | Teherán             | 5        | Esteghlal, Naft Tehran, Paykan, Persepolis, Rah Ahan |
| 2 | Juzestán            | 3        | Esteghlal Khuzestan, Foolad, Naft Masjed Soleyman    |
| 3 | Azerbaiyán Oriental | 2        | Gostaresh, Tractor Sazi                              |
| 4 | Esfahan             | 2        | Sepahan, Zob Ahan                                    |
| 5 | Guilán              | 1        | Malavan                                              |
| 6 | Khorasan            | 1        | Padideh                                              |
| 7 | Qom                 | 1        | Saba Qom                                             |
| 8 | Alborz              | 1        | Saipa                                                |

### Jugadores extranjeros
El número de jugadores extranjeros es restringido a 4 por equipo.
| Club                    | Jugador 1        | Jugador 2              | Jugador 3          | Jugador 4          |
| ----------------------- | ---------------- | ---------------------- | ------------------ | ------------------ |
| Esteghlal FC            | Hrayr Mkoyan     | Karrar Jassim          |                    |                    |
| Esteghlal Khuzestan FC  | Moussa Coulibaly | Lamine Diawara         | Soumbeïla Diakité  |                    |
| Foolad FC               | Mathias Chago    | Aloys Nong             | Aloys Nong         |                    |
| Gostaresh Foulad FC     | Leonardo Pimenta | Magno Batista          | Diogo Orlando      |                    |
| Malavan FC              | No tiene         |                        |                    |                    |
| Naft Masjed Soleyman FC | Georgi Georgiev  | Maranhão               | Alexandru Pa?cenco | Ruslan Melziddinov |
| Naft Tehran FC          | David Wirikom    | Leandro Padovani       | Donovan Deekman    |                    |
| Padideh FC              | Milan Jovanović  | Igor Prahić            | Zoran Knežević     | Bahodir Nasimov    |
| Paikan FC               | Jlloyd Samuel    | Dodó                   | Muamer Svraka      | Oybek Kilichev     |
| Persepolis FC           | Michael Umaña    | Tadeu                  | Gabriel            |                    |
| Rah Ahan FC             | Igor Nenezić     | Martin Kayongo-Mutumba |                    |                    |
| Saba Qom FC             | Ambuno Achille   | Ioseb Chakhvashvili    |                    |                    |
| Saipa FC                | No tiene         |                        |                    |                    |
| Sepahan FC              | Xhevahir Sukaj   | Márcio Passos          | Luciano Pereira    | Fozil Musaev       |
| Tractor Sazi            | Edinho           | Célio                  | Issa Ndoye         | Hassan Maatouk     |
| Zob Ahan                | Carlos Santos    | Walid Ismail           | Ali Hamam          |                    |

## Tabla de posiciones
- Clasificación final. Fuente:[1]

| Pos. | Equipos              | PJ | PG | PE | PP | GF | GC | DIF | PTS |
| ---- | -------------------- | -- | -- | -- | -- | -- | -- | --- | --- |
| 1.   | Sepahan FC           | 30 | 17 | 8  | 5  | 46 | 27 | +19 | 59  |
| 2.   | Tractor Sazi         | 30 | 17 | 7  | 6  | 58 | 34 | +24 | 58  |
| 3.   | Naft Teherán         | 30 | 16 | 10 | 4  | 45 | 28 | +17 | 58  |
| 4.   | Zob Ahan FC          | 30 | 14 | 10 | 6  | 46 | 26 | +20 | 52  |
| 5.   | Foolad FC            | 30 | 15 | 7  | 8  | 33 | 24 | +9  | 52  |
| 6.   | Esteghlal Teherán    | 30 | 13 | 8  | 9  | 40 | 34 | +6  | 47  |
| 7.   | Saipa FC             | 30 | 11 | 8  | 11 | 36 | 34 | +2  | 41  |
| 8.   | Persépolis FC        | 30 | 9  | 9  | 12 | 31 | 35 | -4  | 36  |
| 9.   | Saba Qom FC          | 30 | 8  | 10 | 12 | 25 | 34 | -9  | 34  |
| 10.  | Padideh Khorasan     | 30 | 6  | 15 | 9  | 23 | 25 | -2  | 33  |
| 11.  | Rah Ahan             | 30 | 8  | 7  | 15 | 27 | 48 | -21 | 32  |
| 12.  | Gostaresh Foolad     | 30 | 6  | 13 | 11 | 30 | 39 | -8  | 31  |
| 13.  | Malavan FC           | 30 | 6  | 12 | 12 | 26 | 34 | -8  | 30  |
| 14.  | Esteghlal Khuzestan  | 30 | 4  | 15 | 11 | 35 | 46 | -11 | 27  |
| 15.  | Paykan FC            | 30 | 4  | 14 | 12 | 16 | 29 | -13 | 26  |
| 16.  | Naft Masjed Soleyman | 30 | 3  | 13 | 14 | 19 | 39 | -20 | 22  |

|  | Campeón y clasificado a Liga de Campeones de la AFC 2016 |
|  | Clasificado a Liga de Campeones de la AFC 2016           |
|  | Play-Off a Azadegan League 2015-16                       |
|  | Descenso a la Liga Azadegan 2015-16.                     |

1. ↑  Disputará la final de la Copa Hafzi. Si gana, clasificará a la fase de grupos de la Liga de Campeones de la AFC 2016.

## Serie de promoción y permanencia
| 25 de mayo de 2015 | Esteghlal Khuzestan | 1:0     | Mes kerman | Estadio Ghadir, Ahvaz |  |
|                    |                     | Reporte |            |                       |  |

| 31 de mayo de 2015 | Mes kerman | 0:2     | Esteghlal Khuzestan | Estadio Shahid Bahonar, Kermán |  |
|                    |            | Reporte |                     |                                |  |

## Estadísticas

### Goleadores
Actualizado hasta el 10 de mayo de 2015.
| Lugar | Jugador             | Equipo            | Goles |
| ----- | ------------------- | ----------------- | ----- |
| 1     | Edinho              | Tractor Sazi      | 19    |
| 2     | Sajjad Shahbazzadeh | Esteghlal Teherán | 12    |
| 3     | Chimba              | Sepahan FC        | 11    |
| 4     | Mehdi Sharifi       | Sepahan FC        | 10    |
| 5     | Reza Enayati        | Esteghlal Teherán | 9     |
| 5     | Jaber Ansari        | Gostaresh Foolad  | 9     |
| 5     | Masoud Hasanzadeh   | Zob Ahan          | 9     |
| 5     | Omid Ebrahimi       | Esteghlal Teherán | 9     |
| 5     | Mohammad Khalatbari | Sepahan FC        | 9     |
| 5     | Saman Jahan         | Tractor Sazi      | 9     |

### Asistencias
Última actualización: 10 de mayo de 2015.
| Posición | Jugador             | Club        | Asistencias |
| -------- | ------------------- | ----------- | ----------- |
| 1        | Iman Mobali         | Naft Tehran | 11          |
| 2        | Mehdi Rajabzadeh    | Zob Ahan    | 8           |
| 3        | Karrar Jassim       | Esteghlal   | 7           |
| 3        | Mohammad Khalatbari | Sepahan FC  | 7           |